# Ostryt z Nortumbrii
Ostryt, Osthryth, Ostryð, Osthryd (żyła w VII wieku) – anglosaska księżniczka z Nortumbrii, późniejsza królowa Mercji, czczona jako święta kościoła katolickiego.
Ostryt była córką potężnego bretwalda Oswiu i jego trzeciej żony Enfledy, kentyjskiej księżniczki.
Brak bezpośrednich przesłanek w tej kwestii, jednak zdaniem brytyjskiego XVI-wiecznego antykwariusza i historyka, autora "Leland's Collectanea in six volumes", Johna Lelanda, istnieją przesłanki, by przypuszczać, iż jej pierwszym mężem był Eanhere, król Hwicce. Para miała według niego trzech synów: Osrica, Oswalda i Oshere. Teoria ta wyjaśnia, dlaczego w źródłach synowie Ostryt nazywani są "nepotes" Etelreda. Kiedy Etelred uzyskał zwierzchność nad Hwicce, zaopiekował się synami Ostryt i rządził w ich imieniu.
Źródła historyczne są natomiast zgodne co do kolejnego męża Ostryt - został nim król Etelred z Mercji. Od samego początku nie było warunków na szczęśliwy związek tej pary. Wynikało to z ich złożonych koligacji rodzinnych i licznych konfliktów w rodzinie:
- siostra Ostryt, Ealflaeda, podejrzewana była o spisek, w wyniku którego miał zginąć jej mąż a jednocześnie brat Etelreda, Peada;
- ojciec Ostryt, Oswiu, był głównym wrogiem Mercji; w bitwie z nim pod Winwaed zginął ojciec Etelreda, Penda;
- brat Ostryt, Egfryt, kontynuował agresywną politykę ojca i zagarnął podległe Mercji królestwo Lindsey;
- w bitwie nad rzeką Trent, między Egfrytem a Etelredem, zginął brat Ostryt, Elfwine[4].

Faktem jest jednak, że para doczekała się co najmniej jednego potomka, Ceolreda. Część historyków przypuszcza, że ich synem był również Ceolwald.
Wśród zachowanych źródeł znajdują się również dowody dotacji Ostryt i Etelreda dla opactwa Bardney w Lindsey, tego samego, do którego wstąpił później Etelred. W klasztorze tym Ostryt umieściła doczesne szczątki swego wuja, św. Oswalda. W późniejszym okresie w miejscu tym rozwinął się również kult świętości Etelreda i Ostryt.
Ostryt została zamordowana w 697 roku przez nieznanego mercyjskiego szlachcica. Przyczyną zabójstwa mogła być chęć rewanżu za zabójstwo Peady lub stanowiło ono reminiscencję aktualnych napięć między Nortumbrią i Mercją. Możliwe również, że Ostryt była podejrzewana o pomoc synowi w jego staraniach o oderwanie Hwicce od Mercji.